# آرثر مايلز
آرثر مايلز (بالإنجليزية: Arthur Miles)‏ هو عازف جاز أمريكي، ولد في 11 نوفمبر 1949.